# 양광남
양광남(梁廣南, 1933년 5월 1일~2009년)은 연기자이다.

## 생애
경남 거제(巨濟)에서 태어났다. 부산대학교를 졸업하였다. 미국에서 연극 석사학위를 받아 귀국, 중앙대학교 연극영화학과 창설에 주도적 역할을 했다. 현재 중앙대 명예교수로 있다. 1962년 극단 '드라마센터' 창립공연 작품인 <햄릿>에 호레이쇼 역으로 연기자로서의 첫 출발을 하였고, 1963년에 이근삼(李根三)·김정옥(金正鈺) 등과 더불어서 극단 '민중(民衆)극장'을 창립하였다. 민중극장 첫공연인 마르소 작 <달걀>에 출연하였고, 이어 장 아누이 작 <도적들의 무도회>(1963), 박조열 작 <토끼와 포수>(1964), 그리고 <뜻대로 하세요> <연인 안나>에선 연기자와 연출을 겸하기도 하였다.